# Kojima KE007
La Kojima KE007 è stata la prima monoposto di Formula 1 prodotta dalla squadra nipponica.

## Tecnica
Progettata dall'ex ingegnere della Maki Masao Ōno, fu realizzata basandosi su di un telaio monoscocca in alluminio e venne motorizzata con un propulsore Ford Cosworth DFV. Tale propulsore veniva gestito da un cambio Hewland FGA 400 a cinque rapporti. L'impianto frenante era costituito da quattro freni a disco.

## Risultati
Corse il solo Gran Premio del Giappone 1976 con Masahiro Hasemi, che terminò la gara undicesimo dopo essere partito decimo. Al pilota nipponico fu anche attribuito il giro più veloce in gara, il 25º: questa attribuzione fu controversa in quanto in quel giro il pilota venne superato da tre vetture. Nei giorni successivi al Gran Premio il giro veloce venne riassegnato a Jacques Laffite contestando al giapponese di avere tagliato parte del circuito.
| Anno | Vettura | Motore   | Gomme | Piloti          |  |  |  |  |  |  |  |  |  |  |  |  |  |  |  |    |  |  |  |  |  |  |  |  | Punti | Pos. |
| ---- | ------- | -------- | ----- | --------------- |  |  |  |  |  |  |  |  |  |  |  |  |  |  |  | -- |  |  |  |  |  |  |  |  | ----- | ---- |
| 1976 | KE007   | Ford DFV | D     | Masahiro Hasemi |  |  |  |  |  |  |  |  |  |  |  |  |  |  |  | 11 |  |  |  |  |  |  |  |  | 0     |      |

## Galleria d'immagini

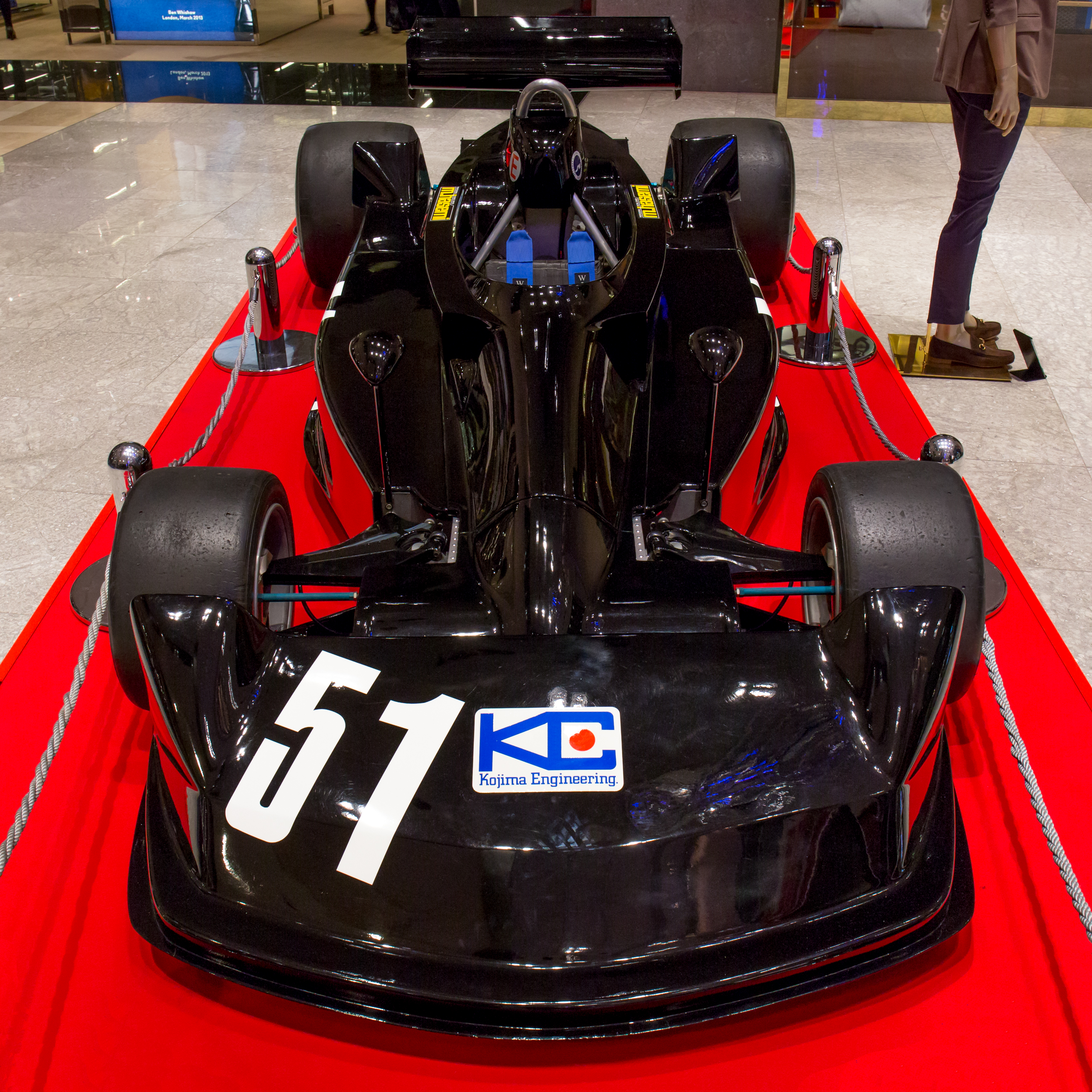
Vista frontale
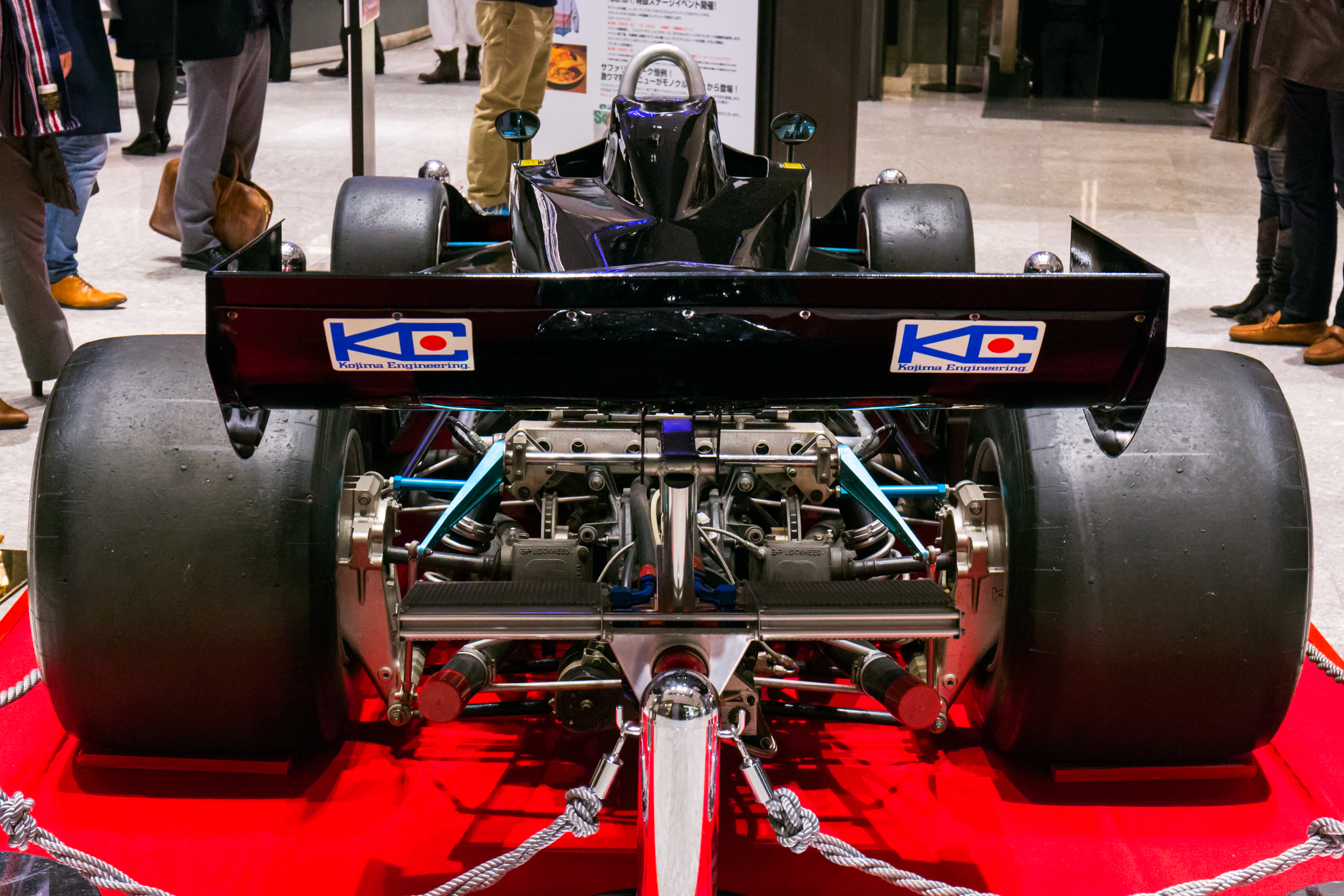
Vista posteriore
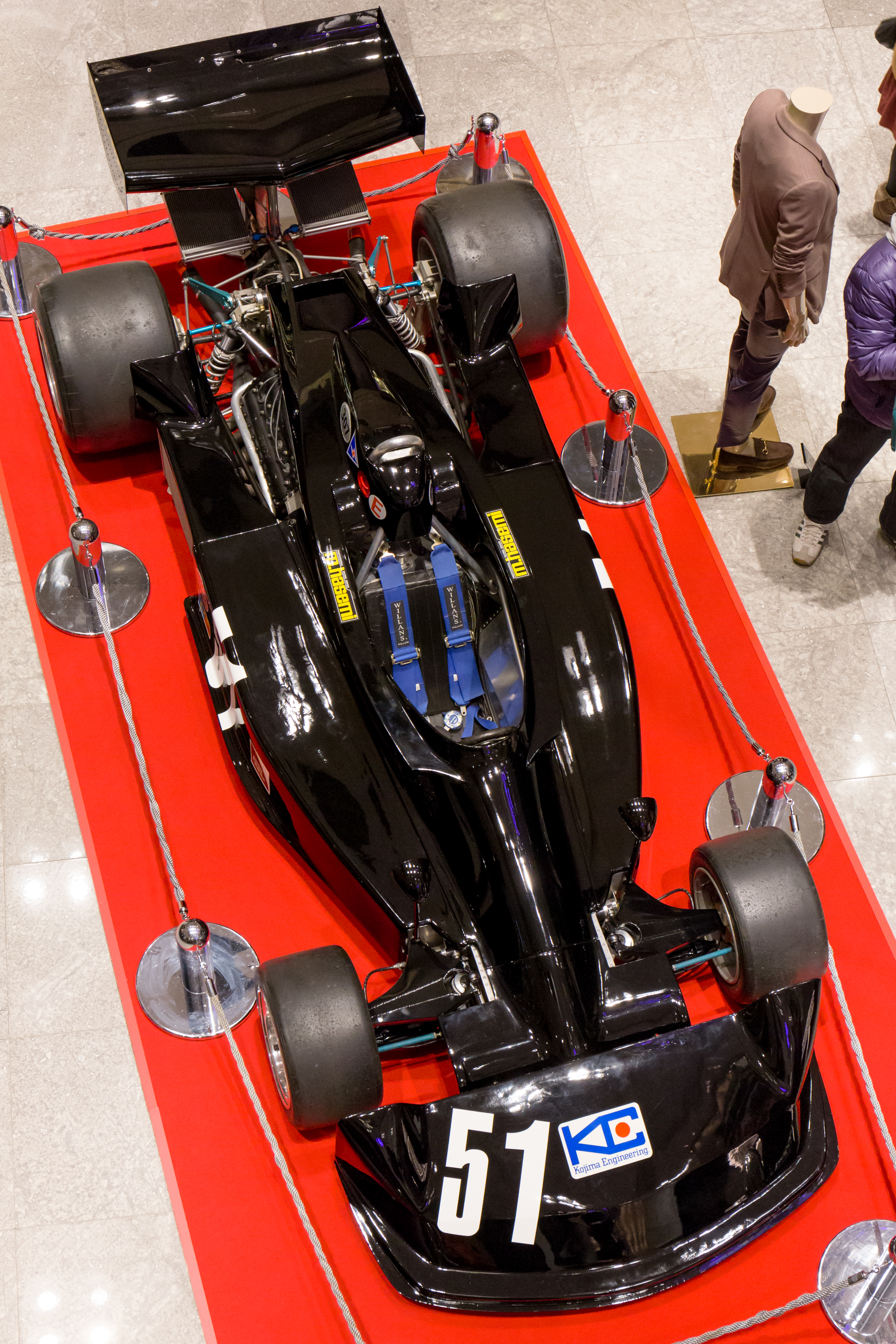
Vista dall'alto
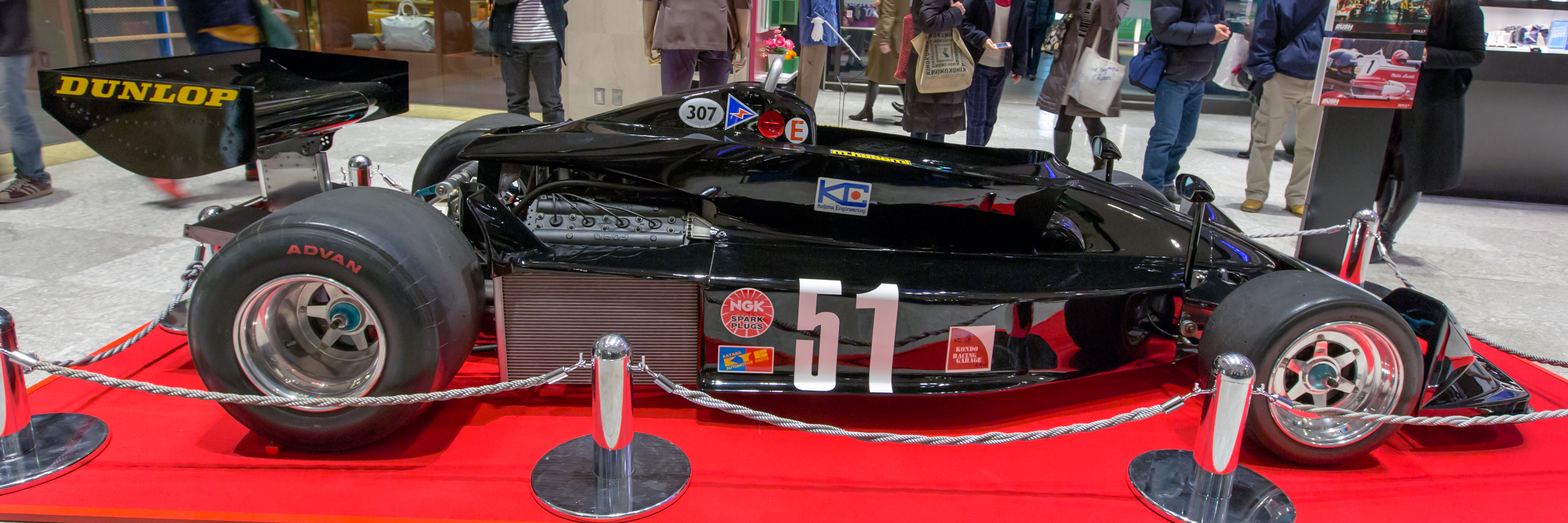
Vista di lato
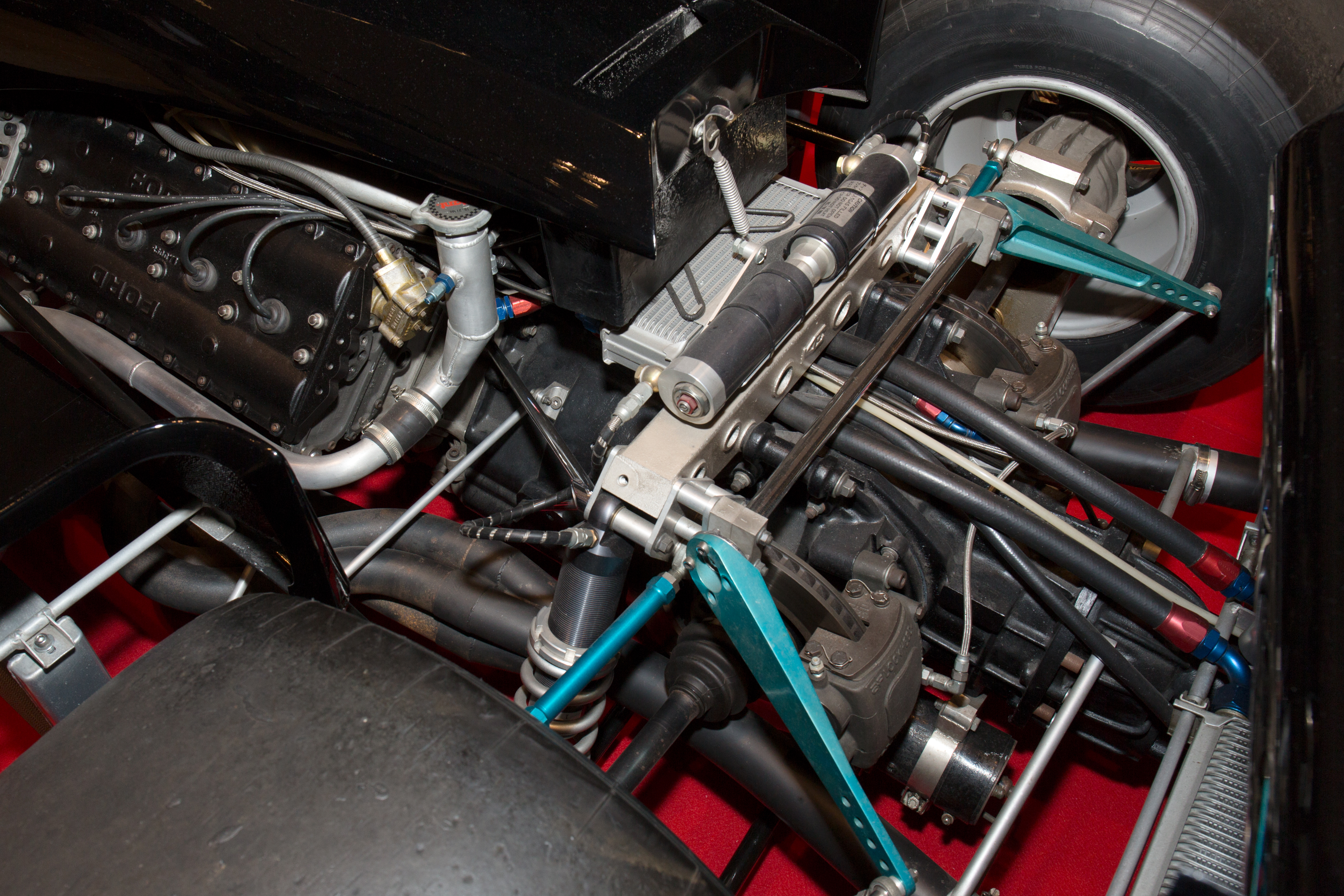
Assali
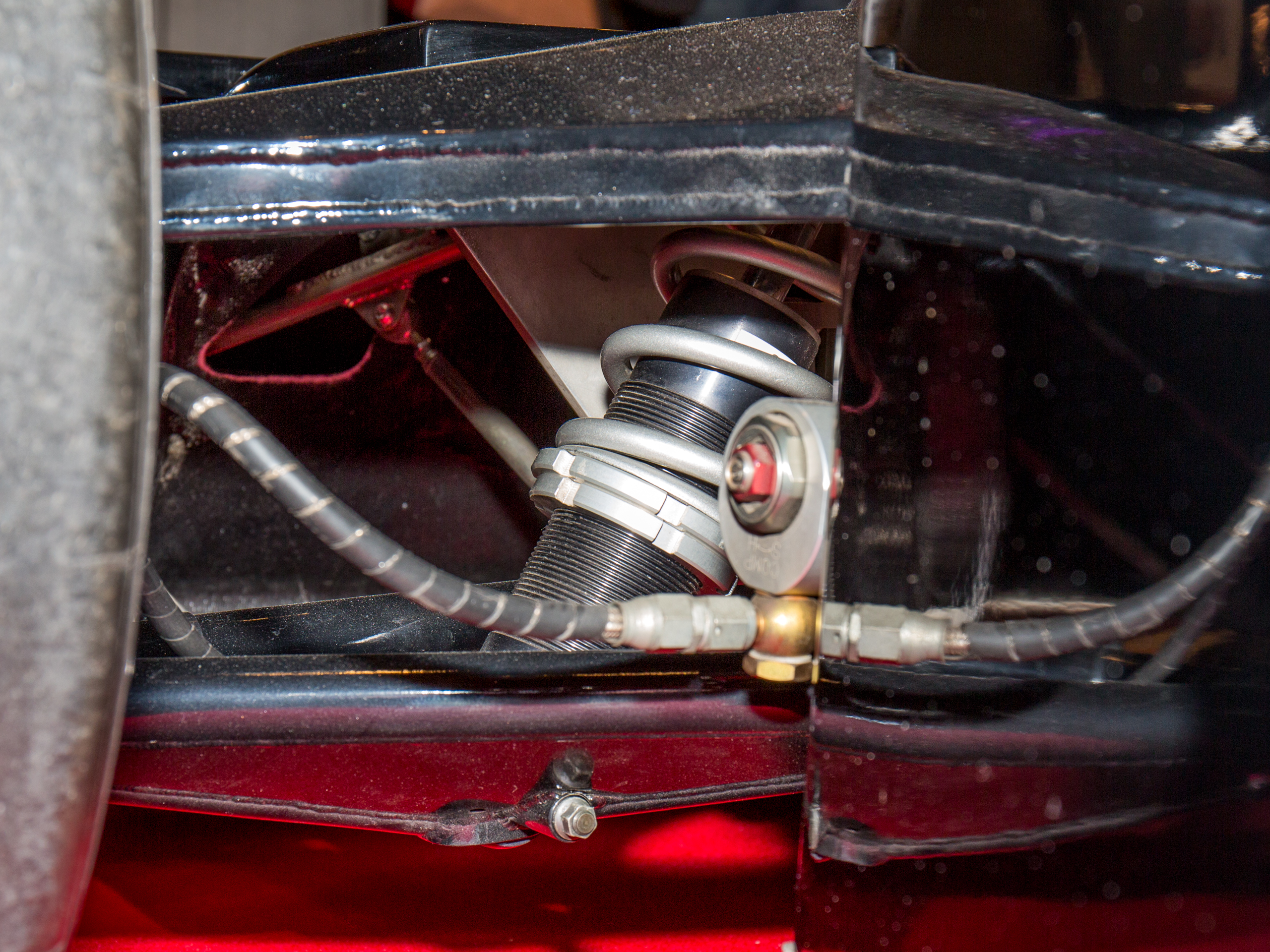
Sospensione